# Kurföld hercegeinek listája
Az alábbi lista Kurföld (Kurland, Kurzeme ma: Lettország része) hercegeit tartalmazza időrendben.
| Uralkodó                                            | Uralkodott                            | Megjegyzés                                 |
| --------------------------------------------------- | ------------------------------------- | ------------------------------------------ |
| Gotthard (*1517. február 2.)                        | hcg.: 1561 – †1587. május 17.         | Az első kurföldi herceg.                   |
| Frigyes (*1569. november 25.)                       | hcg.: 1587 – †1642. augusztus 17.     | Gotthard fia.                              |
| Vilmos (*1574. június 20.)                          | hcg.: 1587 – 1617, †1640. április 17. | Gotthard fia.                              |
| Jakab (*1610. október 28.)                          | hcg.: 1642 – †1682. január 1.         | Vilmos fia.                                |
| Frigyes Kázmér (*1650. július 6.)                   | hcg.: 1682 – †1698. január 22.        | Jakab fia.                                 |
| Frigyes Vilmos (*1692. július 19.)                  | hcg.: 1698 – †1711. január 21.        | Frigyes Kázmér fia.                        |
| Ferdinánd (*1655. november 1.)                      | hcg.: 1711 – †1737. május 4.          | Jakab fia.                                 |
| Ernő János (*1690. november 23.)                    | hcg.: 1737 – 1758, ld. alább          |                                            |
| Károly (*1733. július 13.)                          | hcg.: 1758 – 1763, †1796. június 16.  | III. Ágost lengyel király fia.             |
| Ernő János (2x)                                     | hcg.: 1763 – †1772. december 29.      |                                            |
| Péter (*1724. február 15.)                          | hcg.: 1769 – 1795, †1800. január 13.  | Ernő János fia. Az utolsó kurföldi herceg. |
| 1795-ben a hercegség az Orosz Birodalom része lett. |                                       |                                            |

## Fordítás
- Ez a szócikk részben vagy egészben  a   Duchy of Courland and Semigallia című angol Wikipédia-szócikk fordításán alapul.  Az eredeti cikk szerkesztőit annak laptörténete sorolja fel. Ez a jelzés csupán a megfogalmazás eredetét és a szerzői jogokat jelzi, nem szolgál a cikkben szereplő információk forrásmegjelöléseként.